# チュパゲラ
チュパゲラ（英: TYUPAGERA）とは、大日本帝国陸軍によって製造された吸血獣人（生物兵器）。映画監督の山本清史が、考案、企画し、現在3本の映像作品がリリースされている。

## 内容
三作品とも「ZONE」というタイトルの元に制作されたドキュメンタリースタイルのホラー作品である。
一作目では、南海の孤島H島に、第二次世界大戦中に陸軍の手で密かに製造された生物兵器がまだ生きているという情報を聞きつけたスタッフが、参加者を募り捕獲に向かう。しかし探検を舐めていた参加者たちは、あと一歩というところで逆襲され、行方不明者を出すという惨事に陥る。
二作目は、その数年後から物語がスタートする。行方不明になったと思われていた参加者の一人が実は生きていた。聞けばチュパゲラに助けられたのだと語る。一体チュパゲラとは何者なのか？ 困惑するスタッフのもとに、チュパゲラらしき生物が、本州のとある海岸で撮影されたという情報が入ってくる。スタッフは生きていた参加者とともに再び同行者を募り探索へ向かう。だがまたもや参加者の一人がチュパゲラに襲われ、行方がわからなくなってしまう。
三作目は、チュパゲラがある研究所に捕らえられたという情報が入ってくる。スタッフは話を聞きに行くが、チュパゲラは世話係の女性研究員を連れて脱走してしまったという。チュパゲラが行くとしたら最初のあの島ではないかと推測したスタッフは、女性を助けるためにH島に急行する。しかしそこで見たものは、女性研究員とチュパゲラの、種族を超えた禁断の愛だった。

## DVD
3作とも山本清史が構成・演出を担当。
- ネオドキュメンタリー「ZONE」（2004年）
- ZONE 吸血獣人チュパゲラvs食人女トモエ（2007年）
- ZONE チュパゲラの逆襲（2007年）